# Viaje sin rumbo
«Viaje sin rumbo», también conocido erróneamente como "Hasta donde?", es un sencillo del grupo de hip hop chileno Tiro de Gracia. Es la primera canción del lado b de su aclamado álbum debut Ser humano!!, publicado en 1997. La canta Lenwa Dura, con acompañamientos de Juan Pincel y Zaturno, que cantan la improvisación final. Cuenta con base de guitarra acústica, teclado y batería.
La canción trata sobre un joven que vive de delincuencia, gastando prácticamente la mayoría de lo robado en droga. Al sentirse mal, decidió hacerse un examen de VIH (sida) (virus de inmunodeficiencia humana), que salió positivo. Su joven novia quedó embarazada y (al darse cuenta de que tenían sida ella y su hijo) decide abortar con un doctor falso, ella también muriendo. 
Es una de las canciones más serias de Tiro de Gracia, mostrando la gran capacidad de contar historias de Lenwa Dura, y su presencia en el hip hop de conciencia latino.
Lenwa le dedica la canción a un amigo, que (en ese tiempo) estaba internado en una clínica rehabilitadora. Aunque parte de la historia es ficticia, la otra es realidad.
La canción es similar al sencillo de 1999 "Eso de ser papá", cantada también por Lenwa, del álbum Decisión.
El video musical muestra a varios integrantes y músicos de la banda tocando, e imágenes referenciadas a la letra. Fue dirigido por Juan Pablo Olivares.